# Stornophilacris seabrai
Stornophilacris seabrai är en insektsart som beskrevs av Christiane Amédégnato och Marius Descamps 1978. Stornophilacris seabrai ingår i släktet Stornophilacris och familjen Romaleidae. Inga underarter finns listade i Catalogue of Life.